# Erich Bartels
Erich Robert Bartels (* 7. Februar 1891 in Stettin; † 1. September 1961 in Braunschweig) war ein deutscher Schauspieler.

## Leben
Bartels besuchte das Gymnasium in Berlin und absolvierte eine Lehre zum Kaufmann. Anschließend besuchte er zwei Jahre lang das Brandenburgische Konservatorium für Musik. Zu seinen Lehrern zählten Bruno Kittel und Anna Uhlig. Bartels wurde Theaterschauspieler und gehörte unter anderem zum Ensemble des Kasseler Hoftheaters, des Königlichen Schauspielhauses Berlin und des Berliner Thalia Theaters. Häufig wurde er dabei in humoristischen Rollen besetzt.
Bartels kam Ende 1915 zum Film, wo er an der Seite von Henny Porten in Der Schirm mit dem Schwan spielte. Es folgten zahlreiche Stummfilme, zumeist Komödien, unter anderem an der Seite von Ilse Bois und Helene Voß. Bartels gelang der Übergang zum Tonfilm; Auftritte sind bis in die 1930er-Jahre nachweisbar.
Ab 1920 war Bartels mit Operettensängerin Käte Mann verheiratet.

## Filmografie
- 1916: Der Schirm mit dem Schwan
- 1918: Gänseliesel
- 1919: Die Pest in Florenz
- 1919: Der Hampelmann
- 1920: Lolos Vater
- 1920: Der indische Todesring oder Sieben Worte
- 1920: Das schwarze Boot
- 1921: Ironie des Schicksals
- 1925: Kammermusik
- 1932: Das erste Recht des Kindes
- 1933: Ein Lied geht um die Welt
- 1933: Keine Angst vor Liebe
- 1934: Die Sonne geht auf
- 1934: Zwischen zwei Herzen
- 1934: Frühlingsmärchen
- 1934: Der Herr der Welt
- 1934: Abenteuer eines jungen Herrn in Polen
- 1935: Familie Schimek
- 1936: Kater Lampe
- 1936: Der müde Theodor
- 1936: Engel mit kleinen Fehlern
- 1936: Befehl ist Befehl
- 1936: Schlußakkord
- 1937: Ruhe ist die erste Bürgerpflicht
- 1937: Nachtwache im Paradies
- 1938: Musketier Meier III
- 1938: Am seidenen Faden
- 1938: Der Skarabäus
- 1938: Ich sehe hell… ich sehe dunkel
- 1938: Der falsche Admiral